# Angry Indian Goddesses
Angry Indian Goddesses is een Indiase film uit 2015, geschreven en geregisseerd door Pan Nalin. De film ging in première op 18 september op het 40ste Internationaal filmfestival van Toronto waar hij de tweede plaats haalde in de People’s Choice Award (publieksprijs).

## Verhaal
Frieda nodigt haar vriendinnen uit bij haar thuis in Goa. Ze verrast hen door aan te kondigen dat ze gaat trouwen. Deze aankondiging zet een keten van reacties in gang waarbij een aantal geheimen boven komen.

## Rolverdeling
| Acteur                | Personage       |
| --------------------- | --------------- |
| Sarah-Jane Dias       | Frieda Da Silva |
| Tannishtha Chatterjee | Nargis Nasreen  |
| Anushka Manchanda     | 'Mad' Madhurita |
| Sandhya Mridul        | 'Su' Suranjana  |
| Amrit Maghera         | 'Jo' Joanna     |

## Fotogalerij

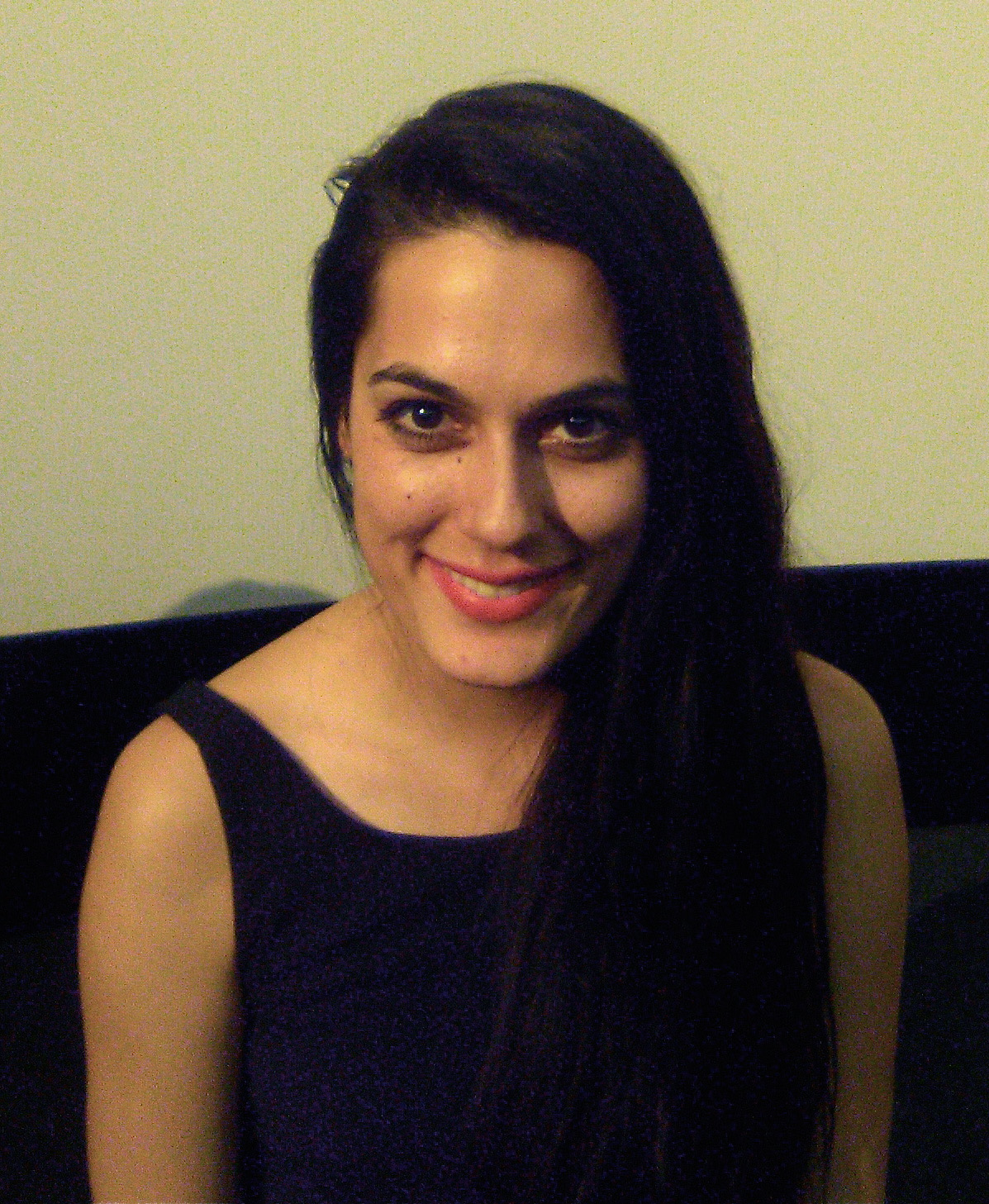
Amrit Maghera als Jo
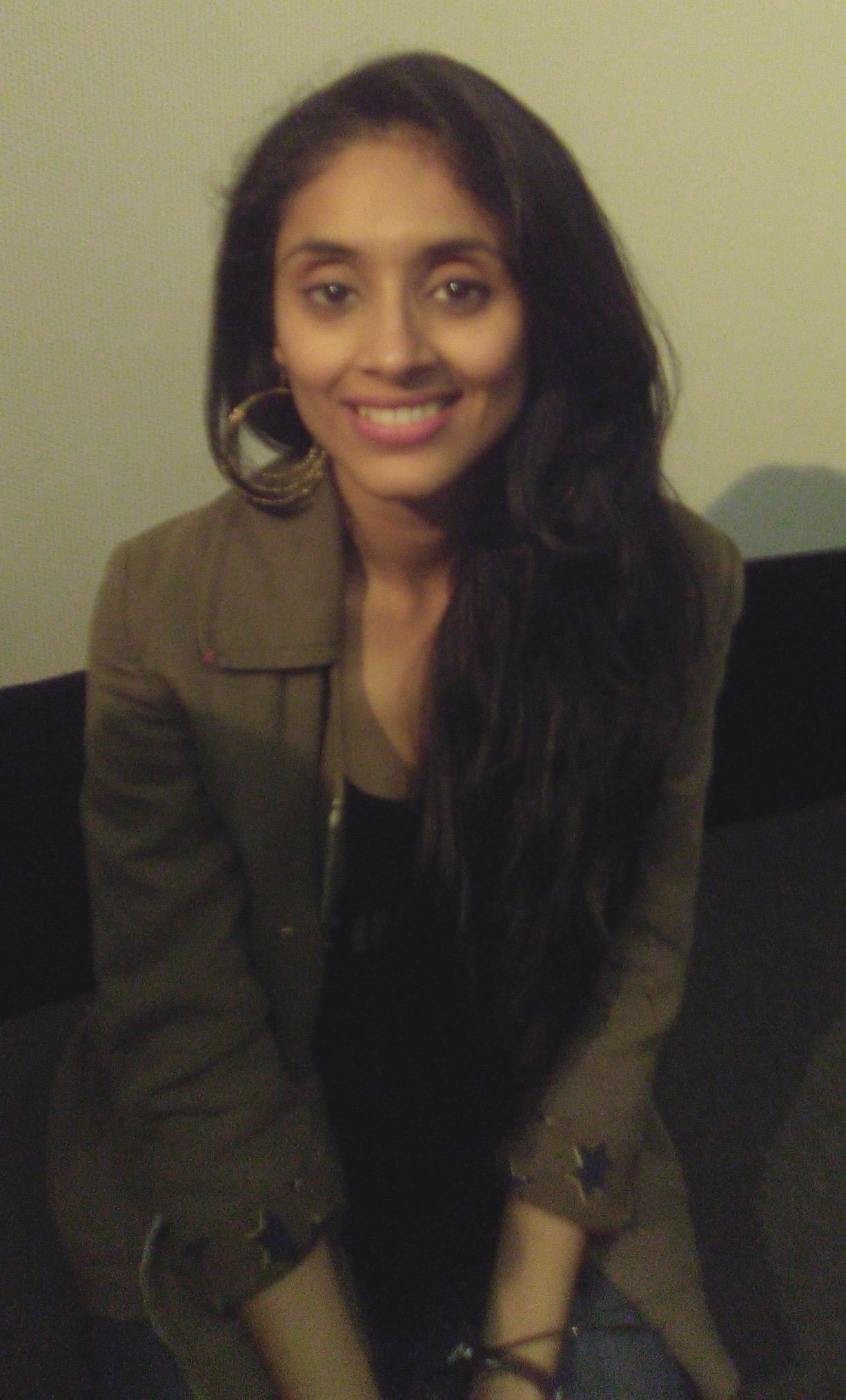
Pavleen Gujral als Pam
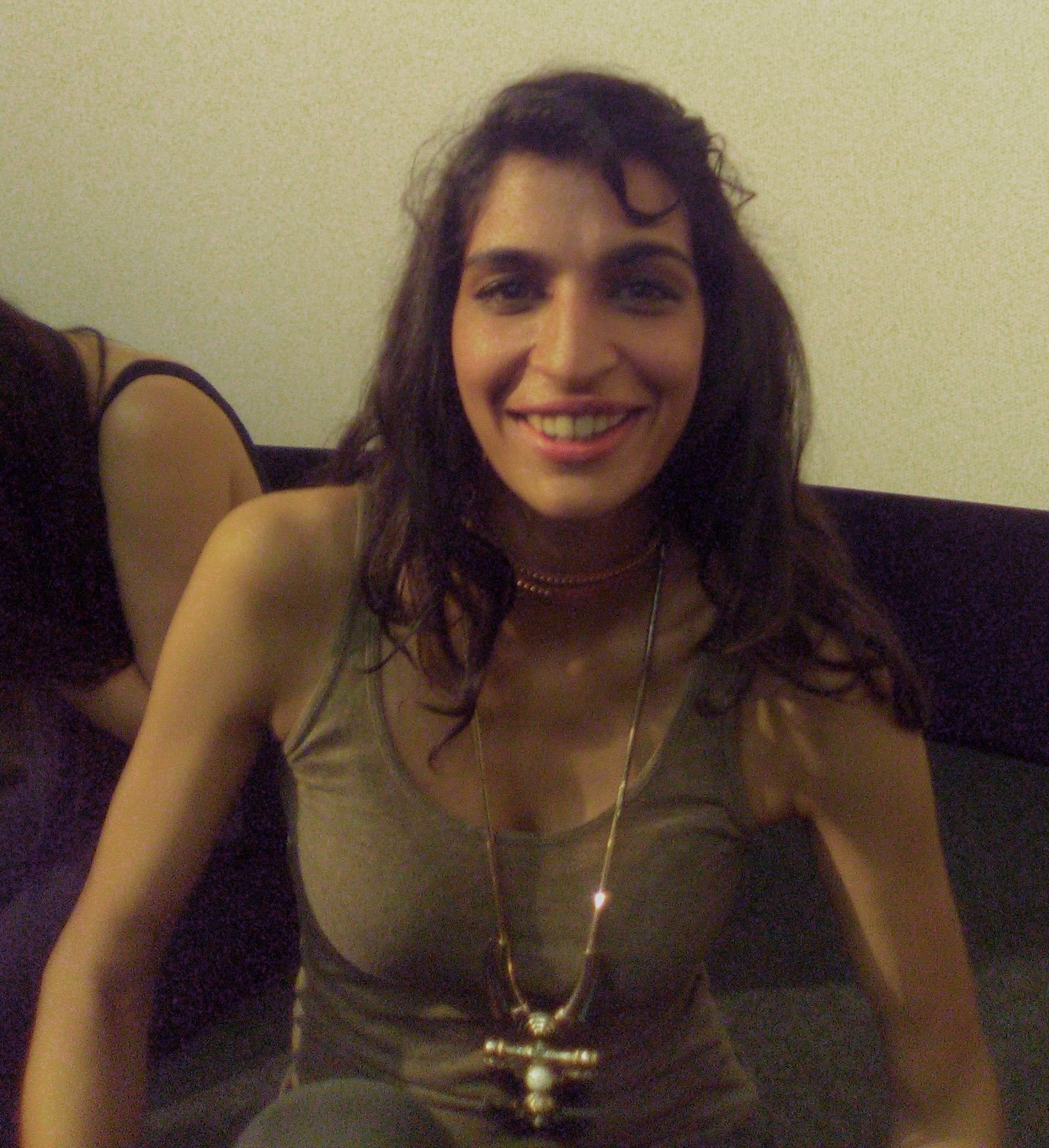
Anushka Manchanda als Mad